# NGC 1622
NGC 1622 ist eine Balken-Spiralgalaxie vom Hubble-Typ SBab im Sternbild Eridanus am Südsternhimmel. Sie ist schätzungsweise 213 Millionen Lichtjahre von der Milchstraße entfernt und hat einen Durchmesser von etwa 235.000 Lichtjahren.
Im selben Himmelsareal befinden sich u. a. die Galaxien NGC 1618 und NGC 1625.
Das Objekt wurde am 16. Januar 1850 von George Johnstone Stoney entdeckt.